# Britannia (stop)

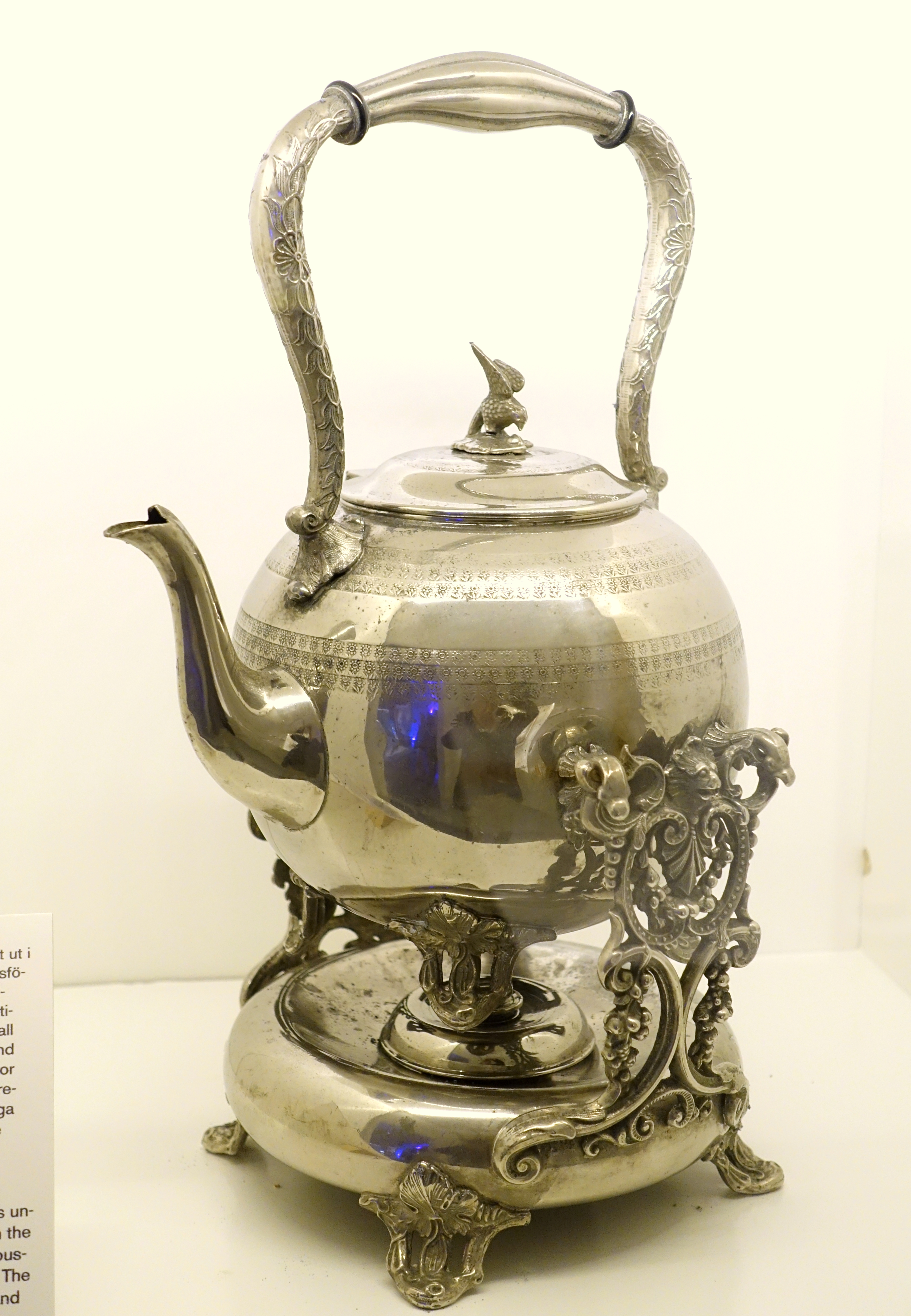
Czajniczek wykonany z britanni

Britannia (metal britannia, początkowo także biały metal) – stop metali zawierający 92% cyny, 6% antymonu i 2% miedzi, po raz pierwszy uzyskany w Sheffield w drugiej połowie XVIII wieku.